# Lasiocercis fasciata
Lasiocercis fasciata är en skalbaggsart som beskrevs av Waterhouse 1882. Lasiocercis fasciata ingår i släktet Lasiocercis och familjen långhorningar.
Artens utbredningsområde är Madagaskar. Inga underarter finns listade i Catalogue of Life.